# ليونيل ألتوبيلي
ليونيل ألتوبيلي (بالإسبانية: Leonel Altobelli)‏ هو لاعب كرة قدم أرجنتيني في مركز الهجوم، ولد في 20 يوليو 1986 في مدينة بريسدنس روكي ساينز بينيا في الأرجنتين. لعب مع تيغري وجيمناسيا لابلاتا وسبورتيفو باراكاس ونادي ألباسيتي ونادي ألميرانته براون ونادي بوريرام يونايتد.

## وصلات خارجية
- ليونيل ألتوبيلي على موقع قاعدة بيانات كرة القدم.إي يو (الإنجليزية)
- ليونيل ألتوبيلي على موقع Soccerway.com (الإنجليزية)